# أماليا رودريجيش
أماليا دا بيدادي رودريجيش "1 يونيو 1920 لشبونة - أكتوبر 1999 لشبونة" مغنية وممثلة برتغالية تلقب في الغالب بصوت البرتغال وتعد واحدة من أكثر المطربين البرتغاليين شهرة في القرن العشرين. ذاع صيتها على الصعيد العالمي، وعرفت بملكة الفادو، ونظرًا لأهمية هذا النوع من الموسيقى والغناء في الثقافة البرتغالية، اعتبرها العديد من الناقدين الفنيين واحدة من أفضل سفراء هذا النوع من الغناء في العالم. ظهرت أماليا في العديد من البرامج التلفزيونية في جميع أنحاء العالم، وكانت تؤدي العديد من الأغاني التي تنتمي إلى التراث الشعبي البرتغالي، فضلًا عن بعض الأغاني المعاصرة، وبعض الأغاني التي تنتمي إلى دول آخري كفرنسا، والبرازيل، والولايات المتحدة الأمريكية، وإيطاليا، والمكسيك، وأسبانيا. ولا يمكن أن ننسي إسهاماتها في إثراء تاريخ موسيقي الفادو، فقد غنت العديد من القصائد الشعرية التي تعود لشعراء برتغاليين قدامي مثل: قصائد الشاعر لويش دي كامويش والذي يعد أبو اللغة البرتغالية، وأناشيد دون دينيش. وقد غنت أماليا العديد من الأغاني لشعراء معاصرين من بينهم دافيد موراو فيريرا، وبيدرو أوميم دي ميلو، وجوزيه كارلوش أري دوش سانتوش، وألكسندر أونيل، ومانويل أليغري. غنت أماليا بالعديد من اللغات فقد كانت تغني وتتحدث عدة لغات كالإنجليزية، والإسبانية، والغاليسية، والفرنسية، والإيطالية. بدأت مسيرتها الدولية في عام 1943، حيث غنت على المسرح الملكي في مدريد. بينما بدأت مسيرتها السينيمائية في عام 1947 عندما قامت بالتمثيل في فيلم «المعاطف السوداء» والذي يعتبر أحد العلامات الفارقة في تاريخ السينما الأوروبية واللاتينية على حد سواء، حيث بقي معروضًا في دور السينما لمدة عام كامل. وفي عام 1952 حصلت أغنيتها «كويمبرا» على المركز الثاني حسب تصنيف بيلبورد هوت 100 والذي تُصدره مجلة بيلبورد الأمريكية. وفي شهر مايو عام 1954 ظهرت صورتها على غلاف المجلة نفسها، وبعدها حصل ألبومها «الفادو والفلامنكو» علي المركز الأول بين الألبومات الأكثر مبيعًا في الولايات المتحدة الأمريكية. وعلى الرغم من وصولها إلى ذورة شهرتها في عقد السبيعنيات، إلا أن نجمها بدأ في الأفول داخل البرتغال بسبب الشائعات التي ترددت عن علاقتها بنظام سالازار الديكتاتوري والذي كان مسيطرًا على البلاد في تلك الحقبة. في الواقع، طال الحظر العديد من أغانيها، ولم تكن تساند نظام الديكتاتور واستردت شعبيتها من جديد بغنائها لنشيد الثورة البرتغالية «جارندولا فيلا مورينا» وكان تتبرع بالمال في السر للحزب الشيوعي البرتغالي. أنتجت أماليا رودريجيش العديد من الألبومات، ووصل عدد ألبوماتها إلى 170 ألبومًا. باعت ألبوماتها أكثر من 30 مليون نسخة، داخل البرتغال وخارجها.

## السيرة الذاتية

### مرحلة الطفولة
كان والدها يدعي ألبيرتينو دي جيزوش رودريجيش، وكان يمتهن الغناء وصناعة الأحذية، وكانت والدتها تدعى لوسيندا دا بيدادي ريبرداو. رحل والدها إلى لشبونة بحثًا عن مصدرًا للرزق، كي يعيل أولاده الأربعة وزوجته. ولدت أماليا في الأول من يوليو عام 1920، وعلى الرغم من أنها سجلت بعد يومين من ولادتها، إلا أن القارئ للسجلات الرسمية يجد أنها ولدت في ال 23 من يوليو عام 1920، في شارع مارتين فاش. كانت أماليا تحتفل بعيد ميلادها في الأول من يوليو، وكانت تردد مازحة أن والدها ربما سجلها في 23 يوليو لعدم امتلاكه المال قبل ذلك الوقت لشراء الهدايا التي تقدم للمولود الجديد. بعد 14 شهرًا من ولادتها عاد والدها إلى مسقط رأسه لعدم قدرته على إيجاد عمل، وترك أماليا مع جديها في لشبونة. قد ظهر شغفها بالغناء في وقت مبكر. كانت أماليا -في الواقع- خجولة، غير أنها بدأت تغنى لتطرب جدها وجيرانها، الذين كانوا يطلبون منها ذلك. وفي فترة طفولتها وشبابها كانت تغني أغاني لكارلوش جارديل وبعض الأغاني الشعبية التي كانت تسمعها.وعندما بلغت تسع سنوات أرسلتها جدتها إلى المدرسة، حيث كانت تحب الذهاب إلى المدرسة والتعلم. ولكن على الرغم من كل هذا تركت المدرسة في سن 12 عام، وبدأت تتعلم التطريز. وببلوغها عامها الرابع عشر قررت الذهاب للعيش مع والديها الذين عادا إلى لشبونة. ولكن الحياة لم يطب لها العيش هناك. فكانت مضطرة لمساعدة والدتها ولتحمل شقيقها الأكبر والمتسلط. وكانت تعمل في التطريز وكي الملابس.
وفي عامها الخامس عشر بدأت بيع الفاكهة في منطقة كايش دا روشا، وأصبحت مشهورة بسبب نبرة صوتها المميزة. وغنت أغنية «مارشا بوبولار دي الكنتارا» في الاحتفالات الخاصة بالقديس أنطونيو من لشبونة في عام 1936، وحينها تقدمت لاختبار اكتشاف المواهب والذي كان يسمى حينها «مسابقة الربيع»، غير أنها لم تشارك في تلك المسابقة لأن المتاسبقين الآخرين رفضوًا أن يدخلوا في منافسة أمامها.وفي تلك الفترة تعرفت على زوجها المستقبلي فرانسيشكو دا كروش والذي سيتزوجها في عام 1940.

### حياتها المهنية
في عام 1940 التقت بالمؤلف فريدريكو فاليريو. وفي عام 1943 حصلت على الطلاق بناءًا على طلبها. وفي نفس العام تلقت دعوة بالذهاب إلى أسبانيا للغناء في مدريد بناءًا على طلب السفير بيدرو تيوتونيو بيريرا، وكانت تلك هي المرة الأولى التي تسافر فيها إلى خارج البرتغال.في عام 1944 حصلت على دور بارز في العرض الأوبرالي «روزا المطربة» إلى جانب إرمينيا سيلفا، حيث قامت بغناء أغنيتها الشهيرة «الغيرة» التي كتبها فريدريكو فاليريو. وفي مارس من نفس العام وصلت إلى ريو دي جانيرو لتغنى في كازينو كوباكابانا.

## إنتاجها الغنائي

### الأغاني المنفردة
- 1945: الاضطهاد
- 1945: أخيرًا أنا أعلم
- 1945: الغيرة
- 1945: العيون الخضراء
- 1945: كارمانيستا
- 1945: مررت بالقرب منك
- 1945: تبادل النظرات
- 1945: ضوئين
- 1945: اشتقت لك
- 1951-1952: الغيرة
- 1951-1952: ا لا أعرف لماذا تركتني
- 1951-1952: أماليا
- 1951-1952: اغفر لي يا إلهى
- 1951-1952: من يدري؟
- 1951-1952: أعترف
- 1951-1952: أعطني قبلة
- 1951-1952: السلام لك يا مريم
- 1953: البيت البرتغالية
- 1954: الربيع
- 1956: كان الله
- 1957: أماليا في أولمبيا

### الألبومات المطولة
- 1957: أماليا في أولمبيا
- 1969: مسيرات لشبونة
- 1970: أماليا / فينيسيوس
- 1971: أماليا تغني البرتغال II
- 1971: أماليا في اليابان
- 1972: أماليا تغني البرتغال III
- 1972: أماليا في باريس
- 1974: أماليا في مقهى لوسو
- 1983: الدمعة
- 1984: أماليا في برودواي
- 1985: أفضل ما غنت أماليا
- 1990: الهوس
- 1997: سر

## أفلامها

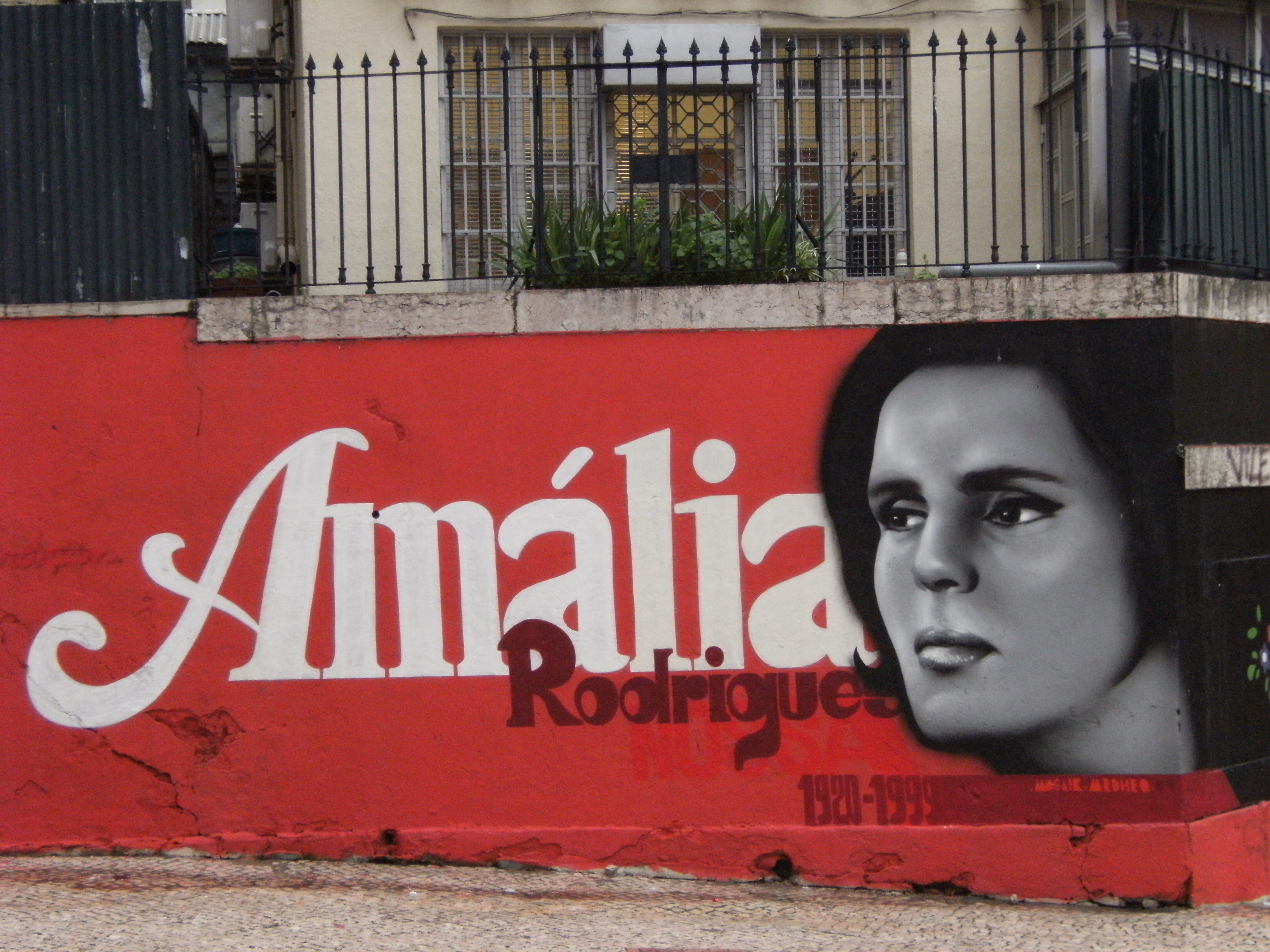
رسومات في حي ألفاما في لشبونة لتخليد ذكرى أماليا

- المعاطف السوداء
- الفادو، تاريخ مغنية
- قلت وداعًا لبيتي المحبب
- عاصفة رائعة
- عشاقي نهر التاجه
- أبريل في البرتغال
- الأغاني المتحدة
- الجزر المسحورة
- عبر ماكاو
- ماتت الآلهة

## روابط خارجية
- أماليا رودريجيش على موقع IMDb (الإنجليزية)
- أماليا رودريجيش على موقع الموسوعة البريطانية (الإنجليزية)
- أماليا رودريجيش على موقع روتن توميتوز (الإنجليزية)
- أماليا رودريجيش على موقع ألو سيني (الفرنسية)
- أماليا رودريجيش على موقع ميوزك برينز (الإنجليزية)
- أماليا رودريجيش على موقع تيرنر كلاسيك موفيز (الإنجليزية)
- أماليا رودريجيش على موقع أول موفي (الإنجليزية)
- أماليا رودريجيش على موقع قاعدة بيانات الأفلام السويدية (السويدية)
- أماليا رودريجيش على موقع أول ميوزيك (الإنجليزية)
- أماليا رودريجيش على موقع ديسكوغز (الإنجليزية)